# Església de fusta d'Hegge
L'església de fusta d'Hegge és una stavkirke de la primera meitat del segle xiii, al petit poblat d'Hegge, municipi d'Østre Slidre, Noruega.Actualment és un temple luterà de l'Església de Noruega.
La primera referència escrita de l'església data de 1327, però la datació dendrocronològica de la fusta estableix que aquesta va ser tallada el 1216, per la qual cosa s'assumeix que la construcció va ocórrer alguns anys després.
És una stavkirke de tipus A amb disposició similar a una basílica. L'entrada es realitza a través d'un petit vestíbul en el costat occidental de l'església. Hi ha vuit pals circulars (stav) a l'interior de la nau, que formen una arcada i delimiten un espai quadrat central que posseeix un sostre elevat. Sobre el cavallet del sostre, al centre de la nau s'erigeix l'única torre.
El cor, a l'orient de l'església, és lleugerament de menor amplària i elevació que la nau, i té un absis quadrat. És una construcció posterior a la nau, i va reemplaçar a una d'anterior.
Tota l'església es trobava, en els seus inicis, envoltada d'un corredor exterior, però aquest va ser derrocat durant remodelacions posteriors. Les finestres, el vestíbul de la nau i el petit vestíbul del mur sud del cor són obres afegides durant les remodelacions a les quals va estar subjecta l'església.
L'altar és una talla del 1780, obra d'un artista local. En una columna de l'interior hi ha una inscripció rúnica que resa: Erling Arnson va escriure aquestes runes.
L'última reparació important es va dur a terme el 1924, sota la direcció de l'arquitecte Arnstein Arneberg, que més tard va dur a terme una àmplia renovació de la catedral de Hamar.